# Pasterstwo

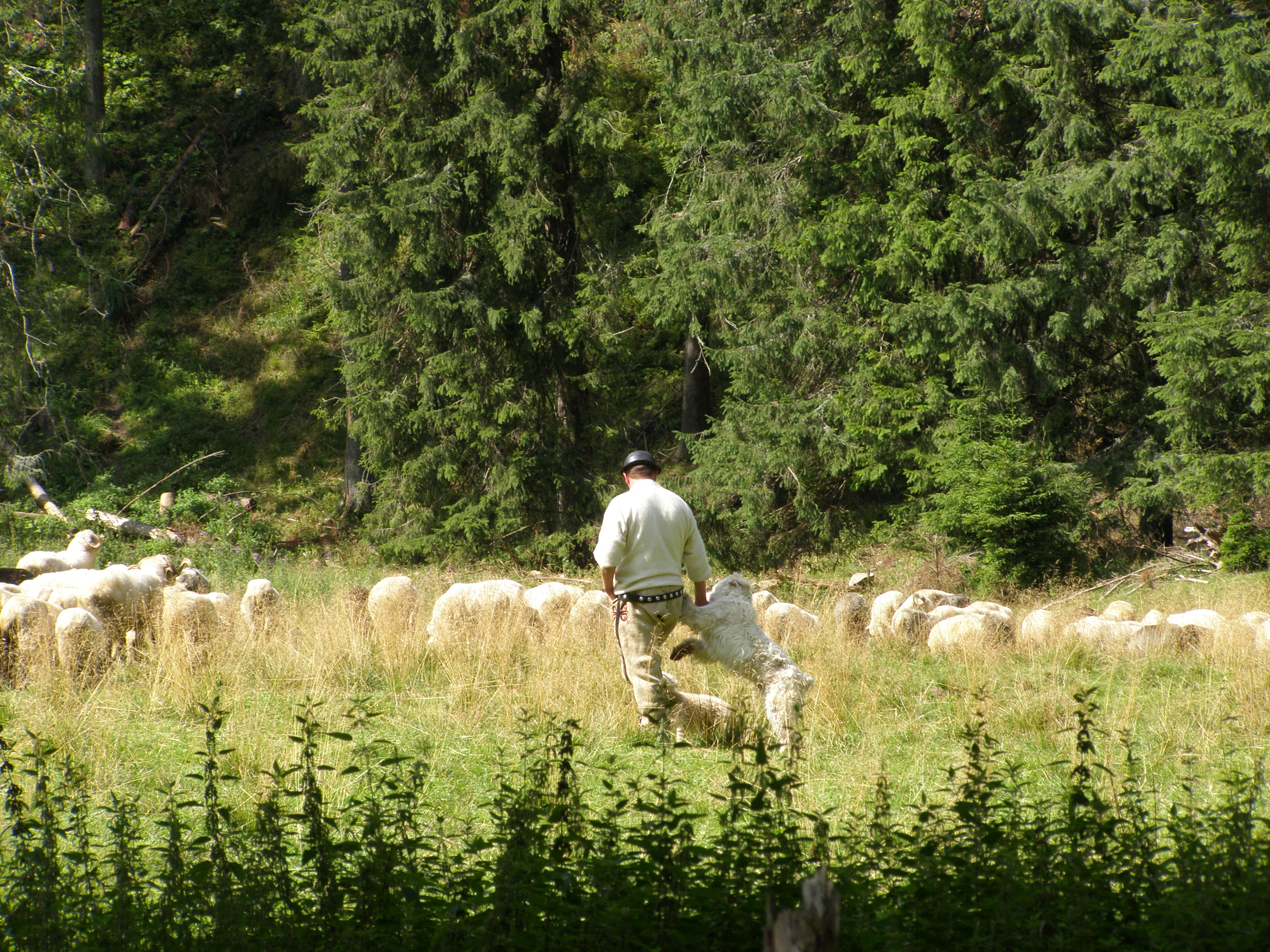
Pasterz w Dolinie Kościeliskiej

Pasterstwo – rodzaj hodowli stadnych zwierząt domowych, prowadzonej na obszarach nienadających się do uprawy roli, ale będących w stanie wyżywić stada zwierząt, np. góry, stepy, tundra.
Gatunki pasterskie to głównie owce, kozy, lamy, renifery, bydło, trzoda chlewna, wielbłądy, konie i jaki.
Dla ludzi trudniących się pasterstwem wiąże się z koczowniczym lub transhumancyjnym trybem życia.
W Polsce prowadzi się sezonowy wypas owiec na halach górskich, między innymi tak zwany wypas kulturowy.